# Kerk van Böhmerwold
De hervormde Kerk van Böhmerwold (Duits: Böhmerwolder Kirche) werd in het jaar 1703 gebouwd. Het kerkgebouw staat in Böhmerwold, een Ortsteil van de gemeente Jemgum in het zuidwestelijke deel van Oost-Friesland.

## Geschiedenis

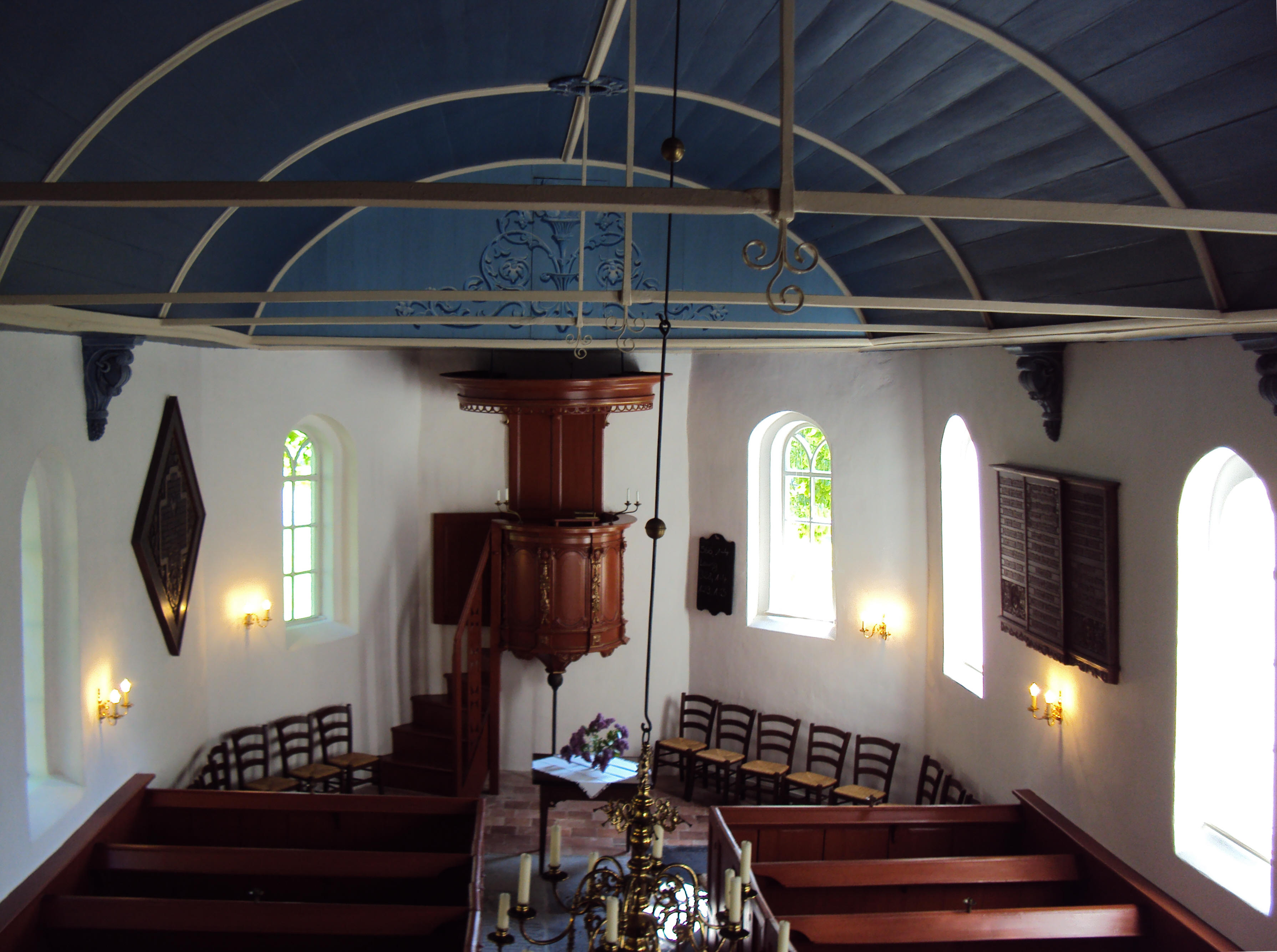
Interieur

Voor het huidige kerkgebouw moest in 1703 een klein vakwerkkerkje van hout en leem wijken. De Böhmerwolder kerk is een zaalkerk met een polygonaal koor, dat door steunberen op zijn plaats gehouden wordt. Om de bouw mogelijk te maken werden de zitplaatsen aan de gemeenteleden verkocht. Smalle rondboogramen zorgen voor de lichtinval. Het interieur heeft een houten tongewelf, dat rust op versierde consoles. Tot de vasa sacra behoren een beker, die uit het jaar 1636 stamt en een broodschaal die op 1730 wordt gedateerd. De kansel en de kerkbanken werden vrijwel direct na de bouw van de kerk in 1705 geplaatst. In de loop der tijd volgden meerdere kleine verbouwingen en de aanbouw van een westelijke toren met een versierd zuidelijk portaal, waardoor men tegenwoordig de kerk binnen gaat. Het portaal is van puttihoofdjes en een niet geheel foutloos Hebreeuws schrift voorzien, dat de woorden uit Psalm 118:20 (vertaald: Dit is de poort des Heeren, door de welke de rechtvaardigen zullen ingaan) citeert. In 1828 moest de kerk door de groei van het aantal gemeenteleden nog worden vergroot. Tevens werd er toen een nieuw orgel ingebouwd. Sinds 1936 deelt Böhmerwold met Marienchor een predikant.

## Orgel
Het kleine, eenmanualige orgel werd in 1828 door Johann Gottfried Rohlfs uit Esens met gebruik van ouder pijpmateriaal gebouwd. Het bezit zeven registers en een aangehangen pedaal en bleef grotendeels in de oorspronkelijke staat bewaard. Het instrument onderscheidt zich door de in rode en vergulde kleuren geverfde orgelkas en een uitgesproken kleurrijk klankbeeld.

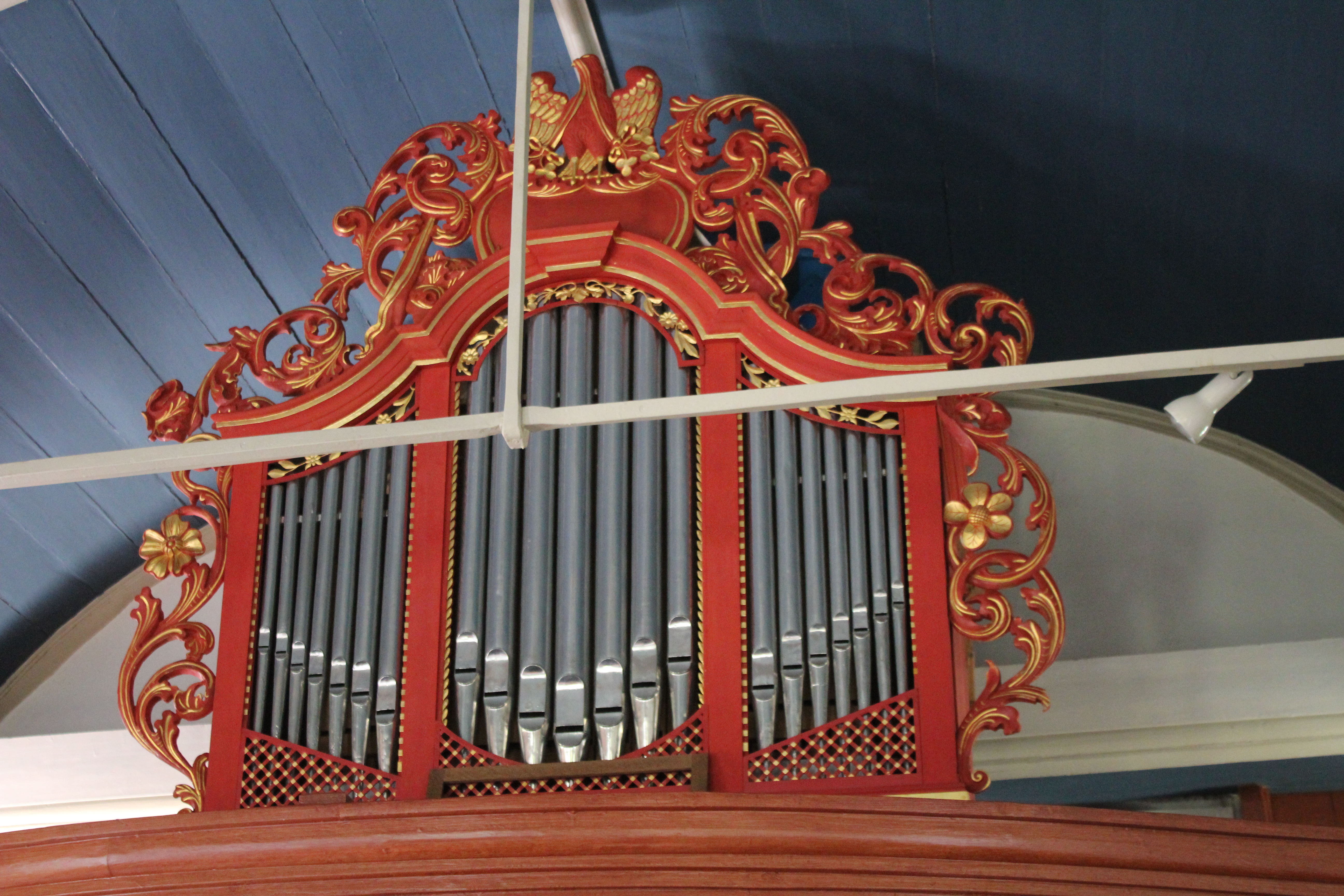
Het kerkorgel

Volgens de mondelinge overlevering zou het oorspronkelijk een orgel uit het Slot van Aurich betreffen, hetgeen gevoed wordt doordat Rohlfs uit een ouder barok orgel van onbekende herkomst enkele registers met pijpen overnam en tegelijkertijd werkte aan het orgel van de slotkapel in Aurich. Dat orgel had elf registers op één manuaal en was erg aan onderhoud toe. Het instrument voor de kerk van Böhmerwold bracht Rohlfs vanuit zijn werkplaats naar Aurich en liet het van daar door mannen uit Böhmerwold afhalen, om het vervolgens in de kerk op te bouwen. Johann Diepenbrock voerde in 1890 een revisie van het instrument en een registerwijziging door. In 1989 voerde de Krummhörner Orgelwerkstatt een renovatie van het instrument uit. Sinds 1890 luidt de dispositie als volgt:
| Manuaal C–f3 |      |     |
| Praestant    | 4′   | R   |
| Gedekt       | 8′   | V/K |
| Gedekt       | 4′   | V/K |
| Oktaaf       | 2′   | R   |
| Quint        | 1/3′ | V/R |
| Mixtuur II   |      | R   |
| Gamba        | 8′   | D   |

V = barok voorgangerorgel
R = Johann Gottfried Rohlfs (1828)
D = Johann Diepenbrock (1890)
K = Krummhörner Orgelwerkstatt (1989)
- Tractuur:
  - Speeltractuur: mechanisch
  - Registertractur: mechanisch
- Windverzorging:
  - Twee keilbalgen
  - Winddruk: 62 mmWS
- Stemming:
  - Hoogte a1= 440 Hz
  - Ongelijkzwevende stemming

Opmerkingen
1. ↑  Aangehangen pedaal: C–g.
2. ↑  Ab c2: 22/3.
3. ↑  Oorspr. Trompet 8′.